# ساسکیا ویکهام
ساسکیا ویکهام (انگلیسی: Saskia Wickham؛ زادهٔ ۱۴ ژانویهٔ ۱۹۶۷) بازیگر اهل بریتانیا است.
از فیلم‌ها یا برنامه‌های تلویزیونی که وی در آن نقش داشته‌است می‌توان به آدمکشان میدسامر، طبابت در پیک، آنا کارنینا و شاهزاده یوتلاند اشاره کرد.